# Sierra de Mogollón (Nuevo México)
La sierra de Mogollón  es una cadena montañosa al este del río de San Francisco en el condado de Grant y Catron en el suroeste de Nuevo México, Estados Unidos entre las comunidades de Reserva y Silver City. 

## Descripción
La sierra se extienden de norte a sur por unos 48 km y forma parte de la división de los ríos San Francisco y Gila. La cima de la sierra se localiza a 24 km al este de la ruta 180 de Nuevo México, la cual la cruza paralela a una sección del río San Francisco. La menor elevación de la sierra se ubica en la sierra Aguilada que limita al oeste con la ruta 180. La mayor parte de la sierra de Mogollón está en áreas protegidas dentro del área de vida salvaje de Gila, que a su vez forma parte del bosque nacional de Gila.
El punto más elevado de la sierra es el Pelado de Aguas Claras, el cual alcanza 3321 m s. n. m. y es a su vez el punto más elevado del suroeste de Nuevo México. La sierra también posee otro picos de más de 3000 m, el más importante es el Pelado de Mogollón de 3 285 m.
La sierra de Mogollón se formó entre hace 40 a 25 millones de años como parte del área volcánica de Datil-Mogollón. Las aguas termales que existen en el área son evidencia de dicha actividad volcánica.

## Historia
La sierra de Mogollón debe su nombre a Juan Ignacio Flores Mogollón, gobernador de Nuevo León entre 1712 a 1715.
Entre los antiguos habitantes de la zona se cuenta el pueblo Mimbres, quienes habitaron entre el 300 a. C. y el 1300. Pueblos posteriores que habitaron la región fueron las bandas chiricahua y mimbres de los apache. Se ha sostenido que Gerónimo nació en esta zona hacia 1829.